# Bražec (okres Karlsbad)
Bražec (Duits: Bergles) is een Tsjechische gemeente in de district Karlsbad in de gelijknamige regio. Bražec telt 253 inwoners (2023).

## Geschiedenis
- 1289 – De eerste schriftelijke vermelding van Bražec.
- 2016 – Bražec wordt een zelfstandige gemeente, tot die tijd hoorde het bij het Vojenský újezd Hradiště.

Abertamy · Andělská Hora · Bečov nad Teplou · Bochov · Boží Dar · Božičany · Bražec · Březová · Černava · Čichalov · Dalovice · Děpoltovice · Doupovské Hradiště · Hájek · Horní Blatná · Hory · Hroznětín · Chodov · Chyše · Jáchymov · Jenišov · Karlsbad (Karlovy Vary) · Kolová · Krásné Údolí · Krásný Les · Kyselka · Merklín · Mírová · Nejdek · Nová Role · Nové Hamry · Ostrov · Otovice · Otročín · Pernink · Pila · Potůčky · Pšov · Sadov · Smolné Pece · Stanovice · Stráž nad Ohří · Stružná · Šemnice · Štědrá · Teplička · Toužim · Útvina · Valeč · Velichov · Verušičky · Vojenský újezd Hradiště · Vojkovice · Vrbice · Vysoká Pec · Žlutice